# Peter Orner
Peter Orner (Chicago, 1968) és un escriptor i professor nord-americà.
Nascut a Chicago i va crescut a Highland Park, a Illinois, Orner es graduà a la Universitat de Michigan l'any 1990. Més tard, va obtenir un títol de Doctor en Dret a la Northeastern University School of Law i un MFA de l'Iowa Writer's Workshop.
És autor de dues novel·les, dos reculls de contes i un llibre d'assaig. Orner és professor d'anglès i escriptura creativa al Dartmouth College[ i abans va ser professor d'escriptura creativa a la Universitat Estatal de San Francisco. Va passar el 2016 i el 2017 en un Programa Fulbright a Namíbia fent classes a la Universitat de Namíbia. Entre la seva producció destaca el llibre de no-ficció ¿Que hi ha algú?, un compendi d’assajos breus que entrellacen literatura i vida, publicat per primer cop en català amb traducció de Lluís-Anton Baulenas i Setó, per L'Altra Editorial.
Els seus contes i assajos han aparegut en nombroses publicacions periòdiques, com The Atlantic, The New York Times, Granta, McSweeney’s, o The Paris Review, així com a The Best American Short Stories. Ha rebut el premi Roma de l'American Academy of Arts and Letters i el Bard Fiction Prize.